# 葉炳輝
葉炳輝（英語：Bing Yeh，1950年—），是一位臺灣裔美國電子工程師及企業總裁。

## 經歷
葉炳輝出生於台灣，並在台灣大學取得物理學學士與碩士學位。於1976年前往美國史丹福大學取得電子工程學位後，成為應用物理學博士候選人。
於1979年至1981年間，在Intel擔任研發工程師。1981年至1984年間，任職於霍尼韋爾。1984年，成為Xicor的研發經理。
於1989年，成為矽儲存科技的共同創辦人，矽儲存科技是一間生產非揮發性記憶裝置及其相關產品的公司。從1996年後的
數年間，矽儲存科技成為矽谷內成長最快的20家公司之一。
於2010年4月，成為矽儲存科技的董事，並於同年，在美國加州聖塔克拉拉創辦了尚青系統公司，為工業、網路、自動化、生醫及消費性電子領域中的快閃記憶體、固態儲存媒體及控制器產品供應商，並擔任總裁及執行長等職務。